# Pylaisiella sublaevidens
Pylaisiella sublaevidens là một loài Rêu trong họ Hypnaceae. Loài này được (Toyama) Z. Iwats. & Nog. miêu tả khoa học đầu tiên năm 1973.